# 綾瀬タウンヒルズショッピングセンター
綾瀬タウンヒルズショッピングセンター（あやせたうんひるずしょっぴんぐせんたー）は、かつて神奈川県綾瀬市に存在した大型商業施設である。

## 概要
本施設は、綾瀬市のタウンセンター計画により日立キャピタル（現・三菱HCキャピタル）が事業者となり建設されたものである。2005年（平成17年）3月26日に開業。
施設の管理、運営は、開業時には日立キャピタルの子会社「日立キャピタル綾瀬SC株式会社」が行っていたが、三菱HCキャピタルのグループ会社「三菱HCキャピタルエステートプラス」が行っている。
比留川が流れなだらかな丘陵地に造られた2棟で構成されたショッピングセンターで、その高低差を活かして駐車場から下がったサンクガーデンにメインエントランスが設けられ、A棟とB棟の1階を比留川を渡る連絡橋で繋ぎ、B棟は地下1階が地面と同じ高さになっている。
フードコートを川沿いに設けることで、テラス席も含めて水辺の景色を眺めながら飲食できるようになっている。
開業時点では、敷地には20年間の定期借地権が設定されていた。
そして、綾瀬市等との定期借地権満了につき、2025年2月11日（火・祝）をもって、閉館することとなった。
跡地にはカインズ、ケーズデンキを核店舗とした大型商業施設「ザ・マーケットプレイス綾瀬」が2027年に開業予定。

## 主な店舗
核店舗はサミットストアとビバホームで、準核店舗としてノジマとダイソーが出店して開業した。
出店テナント全店の一覧・詳細情報は公式サイト「ショップリスト」を参照。

## 営業時間
詳細情報は公式サイト「総合案内・アクセス」を参照。

## 交通アクセス
詳細情報は公式サイト「総合案内・アクセス」を参照。

### 広報など1次資料
1. ↑  “公式サイト トップページ”.   三菱HCキャピタルエステートプラス. 2024年9月3日閲覧。